# Höga Kusten Flyg
Höga Kusten Flyg war eine schwedische virtuelle Regionalfluggesellschaft mit Sitz in Örnsköldsvik. Sie betrieb keine eigenen Flugzeuge, sondern nutzte gemietete Maschinen anderer Fluggesellschaften und deren ICAO- und IATA-Codes, z. B. ihrer Tochtergesellschaft Nextjet. Der Markenname wurde 2017 aufgegeben.

## Geschichte
Höga Kusten Flyg wurde 2007 in Örnsköldsvik durch mehrere örtliche Firmen als regionale Fluggesellschaft gegründet, um die Region mit zuverlässigen und preiswerten Flugverbindungen zu versorgen. Derzeit wird sie von mehr als 40 Unternehmen betrieben bzw. gefördert.
Im Dezember 2012 übernahm die Gesellschaft die ebenfalls schwedische, wesentlich größere Nextjet. Beide Gesellschaften behielten jedoch getrennte Markenauftritte bei.

## Flugziele
Ab Örnsköldsvik betrieb die Gesellschaft eine Strecke nach Flughafen Stockholm-Arlanda.

## Flotte
Höga Kusten Flyg besaß keine eigene Flotte. Es wurden Turboprop-Flugzeuge der Typen Saab 340 (33 Passagiere) und BAe ATP (68 Passagiere) angemietet, früher auch ATR 72 (66 Passagiere). Diese wurden durch Danish Air Transport, Braathens Regional und Nextjet betrieben.